# Philips Alexander Nijs
Philips Alexander Nijs (Temse, 27 mei 1724 - aldaar 22 maart 1805) was een Zuid-Nederlands beeldhouwer en hofbeeldhouwer van Karel van Lotharingen. Philips Alexander was de zoon van beeldhouwer Adriaan Nijs.
In zijn geboorteplaats Temse stichtte hij in 1776 de Academie ofte Teekenconstkamer. Karel van Lotharingen benoemde hem in 1759 tot hofbeeldhouwer toen hij Temse bezocht. Nijs vermeldde deze titel in zijn handtekening en in vergulde letters boven zijn deur.
Veel van zijn werken zijn niet meer bekend. Prominent aanwezig in zijn werk zijn de buste van Karel van Lotharingen en een terracottabeeld van de apostel Petrus in het Museum Mayer van den Bergh te Antwerpen. In de Onze-Lieve-Vrouwekerk van Temse is zowel beeldhouwwerk van hem als van zijn vader te zien.
- Biografisch Portaal: 14269611
- Nederlandse Thesaurus van Auteursnamen: 114507481
- RKD-Nederlands Instituut voor Kunstgeschiedenis: 363646
- Virtual International Authority File: 287074577